# ホテル日航新潟
ホテル日航新潟（ホテルにっこうにいがた）は、新潟県新潟市中央区万代島にあるホテルである。

## 概要
万代島ビルの22-30階にある。

## 主な施設
- 朱鷺メッセ

## アクセス
- 無料シャトルバスによる送迎は、2020年4月20日より運休。